# Taux de cristallinité
 (avril 2023).
Si vous disposez d'ouvrages ou d'articles de référence ou si vous connaissez des sites web de qualité traitant du thème abordé ici, merci de compléter l'article en donnant les références utiles à sa vérifiabilité et en les liant à la section « Notes et références ».
Le concept de taux de cristallinité (en anglais, degree of crystallinity), ϰ, se rencontre souvent dans le cas des matériaux organiques. Il mesure la proportion de matière se trouvant dans l'état cristallin.
Le taux de cristallinité massique (ϰm) d'un échantillon de polymère cristallisé est défini par le rapport de la masse des phases cristallines à la masse de l'échantillon étudié. On peut de la même manière considérer le taux de cristallinité volumique (ϰv). Les taux de cristallinité massique et volumique des polymères sont en général peu différents.
Pour les polymères semi-cristallins usuels, ϰ se situe entre 20 et 80 %. Il peut atteindre 95 % pour le polyéthylène haute densité (PEHD). Il dépend des systèmes cristallins et de l'histoire thermique.
C'est un paramètre important dont l'évolution traduit une modification de la microstructure, donc des propriétés de la matière (densité, module de Young, allongement à la rupture, retrait plastique, etc.). Il permet d'apprécier les contributions amorphes et cristallines.
- Il existe une grande différence de densité entre phases amorphe et cristalline d'un polymère. La structure de la phase cristalline est plus compacte.
- La cohésion (favorisée par les liaisons de van der Waals) est plus grande dans les zones cristallines, ce qui entraîne une moindre réactivité (meilleure résistance chimique), comparée à celle des zones amorphes.

La diffractométrie de rayons X (méthode absolue pour la mesure de ϰ, mais peu utilisée car très complexe), la micro-enthalpie différentielle (mesure des enthalpies de fusion), la densimétrie (mesure de densité au moyen d'un pycnomètre, ou avec des colonnes à gradient, cette dernière méthode est souvent utilisée pour la mesure de la densité des polyoléfines), la résonance magnétique nucléaire (RMN) large bande (mesure absolue de ϰ) et la spectroscopie infrarouge (IR) sont les principales techniques physiques pour mesurer le taux de cristallinité.
Les polymères et les métaux sont des matériaux en général polycristallins.

## Cristallinité des roches
Les géologues définissent quatre degrés de cristallinité :
- roches holocristallines : roches entièrement cristallines;
- roches hypocristallines : roches partiellement cristallines;
- roches hypohyalines : partiellement vitreuses;
- roches holohyalines